# Myriam Lamare
Myriam Lamare (Saint-Denis, Francia; 1 de enero de 1975) es una boxeadora francesa. Ganó títulos mundiales en la Asociación Mundial de Boxeo (AMB), la Federación Mundial de Boxeo (WBF) y la Federación Internacional de Boxeo (FIB).

## Biografía
Myriam Lamare nació de padre francés y madre argelina. Pasó su infancia en Aubervilliers, Francia y abandonó la escuela a los 17 años. Con la esperanza de ayudar a mantener a su familia comenzó a boxear como aficionada porque sus padres no tenían los medios para inscribirla en un club. Luego pasó a practicar atletismo, kárate de contacto completo y boxeo. Mientras trabajaba en un puesto de catering en Martinica, se entrenó en deportes de contacto como el kick boxing. Descubierta por un entrenador que visitaba Hatman Miloudi, un club de boxeo francés en Bobigny, permitió a Myriam Lamare  pasar de ser una luchadora de nivel regional al estatus de atleta de alto nivel dentro de la federación nacional reconocida como la Federación Francesa de Savate (boxeo francés).
Como aficionada participó en 45 combates perdiendo solo 3 de ellos. El  Instuto Nacional del deporte, la experiencia y el rendimiento, INSEP reconoció sus cualidades físicas excepcionales que se reflejan, entre otras cosas, en un VO 2 máx. Así como una potencia muscular excepcional en una mujer. Se la conoció como la asesina.En el primer Mundial Amateur Femenino en 2001, debutando en AIBA en Pensilvania, se alzó al podio con plata. Al año siguiente, se colgó la medalla de oro super ligero en lo que fue la segunda edición de dicho certamen realizado en Antalya Turquía. 
En 2003 ya como profesional cosechó 7 victorias consecutivas y en 2004, en un combate frente a la estadounidense Eliza Olson en Palais Omnisport de Paris-Bercy en París, se consagró como la primera campeona mundial en la categoría superligera reconocida por la Asociación Mundial de Boxeo. En 2005 defendió su título frente la ucraniana Elena  Tverdokhleb en Palais des Sports de Marsella. En su  sexta defensa del título en 2006 en París perdió por detención del árbitro en el sexto asalto frente Anne Sophie Mathis. El combate fue aclamado y votado como el combate del año por Ring Magazine. En 2007 la revancha se llevó a cabo  en Marsella y Anne Sophie Mathis Mathis domino las 10 rondas. El 23 de enero de 2009, Lamare perdió ante Holly Holm, la actual campeona de peso welter de la Asociación Internacional de Boxeo Femenino (WIBA). Sin embargo, el 9 de octubre de 2009, ganó el puesto vacante de campeona de peso welter de la WBF, venciendo a Ann Saccurato de los Estados Unidos.El 5 de noviembre de 2011, Myriam Lamare se convirtió en el campeona mundial superligero de la FIB al derrotar a Chevelle Hallback en Toulon, Francia. 
En 2014 colgó los guantes y se ha dedicado a entrenar tanto a aficionados como a profesionales.

## Récord de boxeo profesional
| 26 Peleas    | 22 Ganadas | 4 Perdidas |
| ------------ | ---------- | ---------- |
| Por Knockout | 10         | 1          |
| Por decisión | 12         | 3          |
| Empates      | 0          | 0          |

### Palmarés

#### Boxeo inglés Profesional
- Campeona mundial superligero de la AMB, la FMB y la FIB

20 victorias, 3 derrotas

#### Amateur
- Campeona del Mundo en 2002
- Subcampeona del mundo en 2001
- Campeona de Europa en 2001, 2003
- Campeona de Francia en 1999, 2000, 2002 y 2003

49 victorias, 3 derrotas

#### Boxeo francés
- Campeona del mundo en 1999
- Campeona de Europa en 1998 y 2000
- Campeona de Francia en 1999 y 2001

19 victorias, 1 derrota
| No. | Resultado | Récord | Oponente           | Tipo | Round, time | Fecha                   | Lugar                                                                        |
| --- | --------- | ------ | ------------------ | ---- | ----------- | ----------------------- | ---------------------------------------------------------------------------- |
| 26  | Perdido   | 22–4   | Cecilia Brækhus    | UD   | 10, 2:00    | 1 de febrero de 2014    | Arena Nord, Frederikshavn, Dinamarca                                         |
| 25  | Ganado    | 22–3   | Loli Munoz         | PTS  | 8, 2:00     | 30 de noviembre de 2013 | Halle Monconseil, Tours, Indre-et-Loire, Francia                             |
| 24  | Ganado    | 21–3   | Floarea Lihet      | PTS  | 8, 2:00     | 20 de octubre de 2012   | Salle Schmitt, Sedan, Ardennes, Francia                                      |
| 23  | Ganado    | 20–3   | Chevelle Hallback  | UD   | 10, 2:00    | 5 de noviembre de 2011  | Palais des Sports, Toulon, Var, Francia                                      |
| 22  | Ganado    | 19–3   | Lely Luz Florez    | UD   | 10, 2:00    | 9 de septiembre de 2011 | Stade de l’Est, Saint-Denis, Réunion                                         |
| 21  | Ganado    | 18–3   | Lucia Morelli      | TKO  | 6, 1:00     | 6 de noviembre de 2010  | Complexe sportif du Val de l'Arc, Aix-en-Provence, Bouches-du-Rhône, Francia |
| 20  | Ganado    | 17–3   | Ann Saccurato      | UD   | 10, 2:00    | 9 de octubre de 2009    | Salle Vallier, Marseille, Bouches-du-Rhône, Francia                          |
| 19  | Perdido   | 16–3   | Holly Holm         | UD   | 10, 2:00    | 23 de enero de 2009     | Isleta Casino & Resort, Albuquerque, Nuevo Mexico, USA                       |
| 18  | Ganado    | 16–2   | Ángel McKenzie     | RTD  | 3           | Jun 27, 2008            | Palais des Sports, Toulon, Var, Francia                                      |
| 17  | Ganado    | 15–2   | Ángel McKenzie     | TKO  | 6           | 3 de mayo de 2008       | Palais des Sports, Marseille, Bouches-du-Rhône, Francia                      |
| 16  | Ganado    | 14–2   | Daniela David      | TKO  | 4           | 8 de diciembre de 2007  | La Palestre, Le Cannet, Alpes-Maritimes, Francia                             |
| 15  | Perdido   | 13–2   | Anne Sophie Mathis | MD   | 10, 2:00    | 29 de junio de 2007     | Palais des Sports, Marseille, Bouches-du-Rhône, Francia                      |
| 14  | Perdido   | 13–1   | Anne Sophie Mathis | TKO  | 7           | 2 de diciembre de 2006  | Palais Omnisport de Paris-Bercy, París, Francia                              |
| 13  | Ganado    | 13–0   | Belinda Laracuente | UD   | 10, 2:00    | 15 de julio de 2006     | La Palestre, Le Cannet, Alpes-Maritimes, Francia                             |
| 12  | Ganado    | 12–0   | Belinda Laracuente | UD   | 10, 2:00    | 18 de marzo de 2006     | Palais des Sport Marcel Cerdan, Levallois-Perret, Hauts-de-Seine, Francia    |
| 11  | Ganado    | 11–0   | Jane Couch         | TKO  | 3           | 5 de diciembre de 2005  | Palais Omnisport de Paris-Bercy, Paris, Francia                              |
| 10  | Ganado    | 10–0   | Iva Weston         | TKO  | 3           | 9 de julio de 2005      | La Palestre, Le Cannet, Alpes-Maritimes, Francia                             |
| 9   | Ganado    | 9–0    | Elena Tverdokhleb  | TKO  | 10, 1:06    | 29 de abril de 2005     | Palais des Sports, Marseille, Bouches-du-Rhône, Francia                      |
| 8   | Ganado    | 8–0    | Eliza Olson        | UD   | 10, 2:00    | 8 de noviembre de 2004  | Palais Omnisport de Paris-Bercy, París, Francia                              |
| 7   | Ganado    | 7–0    | Elena Tverdokhleb  | PTS  | 8, 2:00     | 10 de julio de 2004     | La Palestre, Le Cannet, Alpes-Maritimes, Francia                             |
| 6   | Ganado    | 6–0    | Monica Herzilla    | TKO  | 1           | 27 de mayo de 2004      | Zenith d'Auvergne, Clermont-Ferrand, Puy-de-Dôme, Francia                    |
| 5   | Ganado    | 5–0    | Larysa Berezenko   | PTS  | 6, 2:00     | 20 de marzo de 2004     | Levallois-Perret, Hauts-de-Seine, Francia                                    |
| 4   | Ganado    | 4–0    | Borislava Goranova | PTS  | 6, 2:00     | 20 de marzo de 2004     | Palais des Sports de Gerland, Lyon, Rhône, Francia                           |
| 3   | Ganado    | 3–0    | Elena Tverdokhleb  | PTS  | 6, 2:00     | 16 de diciembre de 2003 | Palais Marcel Cerdan, Levallois-Perret, Hauts-de-Seine, Francia              |
| 2   | Ganado    | 2–0    | Laura Stefanescu   | TKO  | 1           | 14 de noviembre de 2003 | Palais Marcel Cerdan, Levallois-Perret, Hauts-de-Seine, Francia              |
| 1   | Ganado    | 1–0    | Katalin Csehi      | TKO  | 1           | 10 de octubre de 2003   | Palais des Sports, Marseille, Bouches-du-Rhône, Francia                      |